# Jag, jag, jag och de andra
Jag, jag, jag och de andra (italienska: Io, io, io... e gli altri) är en italiensk komedifilm från 1966 i regi av Alessandro Blasetti.

## Utmärkelser
Blasetti vann David di Donatello-priset för bästa regi 1966.

## Rollista i urval
- Gina Lollobrigida - Titta
- Silvana Mangano - Silvia
- Walter Chiari - Sandro
- Vittorio De Sica - commendatore Trepossi
- Nino Manfredi - 'Millevache'
- Marcello Mastroianni - Peppino Marassi
- Caterina Boratto - Luigia
- Vittorio Caprioli - politiker
- Elisa Cegani - Peppinos hushållerska
- Maria Grazia Spina - Peppinos niece
- Sylva Koscina - 'Stjärnan'